# Fiona Brice
 (septembre 2015).
Fiona Brice, née à Northampton, est une compositrice d'orchestre et violoniste britannique, essentiellement connue pour avoir été musicienne additionnelle pour le groupe Placebo entre 2008 et 2017.

## Biographie
Elle est connue pour avoir été musicienne additionnelle du groupe de rock Placebo. Elle a écrit des éléments de cordes pour plusieurs artistes tels que Placebo, Kanye West, Sugababes, Boy George, Westlife, Sophie Ellis Bextor, Patrick Wolf et Simply Red. En outre, elle mène une carrière solo avec le dernier album, The Separates, sorti en juillet 2012.